# Влада Зечевич
Влада Зечевич (серб. Влада Зечевић / Vlada Zečević; 21 березня 1903, Лозниця — 26 жовтня 1970, Белград) — югославський політичний і державний діяч; православний священник при Народно-визвольній армії Югославії, полковник запасу.

## Біографія
За національністю — серб. Закінчив теологічний факультет Белградського університету. У 1927—1941 роках — православний священник у Крупані.
Після окупації Югославії військами німецької армії почав формування загонів четників, але потім посварився з Дражею Михайловичем і перейшов на бік партизанів Й. Б. Тіто, ставши командиром батальйону. У 1942 році вступив до Комуністичної партії Югославії. На 1-му засіданні Антифашистського віча народного визволення Югославії обраний членом Виконавчого комітету, на 2-му — членом Національного комітету визволення Югославії. Під час операції німецьких військ із захоплення штаб-квартири партизанів урятував життя Тіто. З 1943 — комісар із внутрішніх справ в Уряді національного визволення.
У 1945—1946 роках — міністр внутрішніх справ Югославії. У 1946—1953 роках — член Президії Народної скупщини. У 1953—1958 роках — голова Союзного віча Народної скупщини.
Похований на Алеї почесних громадян Нового кладовища Белграда.